# Андріївка (Бахчисарайський район)
Андрі́ївка (до 1925 — Аклеї́з, крим. Aqleyiz) — село в Україні, у Бахчисарайському районі Автономної Республіки Крим, центр сільської ради.
Населення — 1 702 особи. Відстань до райцентру становить 30 км.

## Історія
У часи Кримського ханства село Ек-Ліс входило до кадилика Качі Беш Пареси Бахчисарайського каймаканства, перша документальна згадка зустрічається в Камеральному Описі Криму… 1784 року.
Після російської анексії Криму входило до Сімферопольського повіту Таврійської області.
У 1805 році в селі Аклез був 21 двір і 103 жителя, виключно кримських татар.
Після Кримської війни землі Андріївки отримав Андрій Нелідов. Перейменована у 1925 році на честь Андрія Желябова, члена «Народної волі», уродженця цих місць.[джерело?]
Згідно зі Списком населених пунктів Кримської АРСР за Всесоюзним переписом 17 грудня 1926 року, в селі було 18 дворів, їх 16 селянських, населення становило 77 людини (32 чоловіки і 45 жінок). У національному відношенні враховано 10 росіян, 12 українців та 55 німців.

## Фотогалерея

Палац культури
Пансіонат «Енергомаш»
Сільська рада
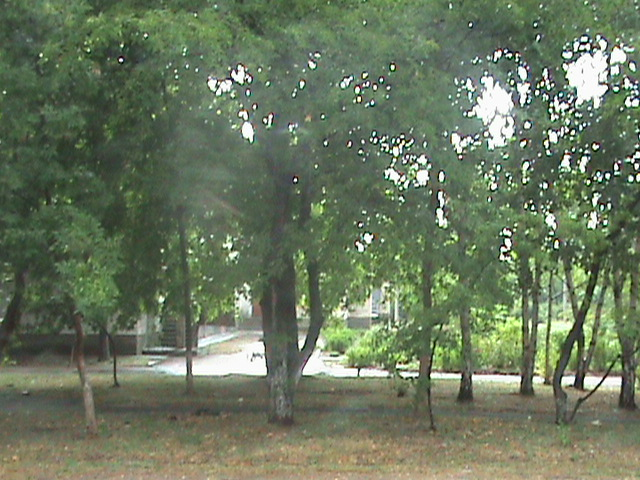
Центральний сквер
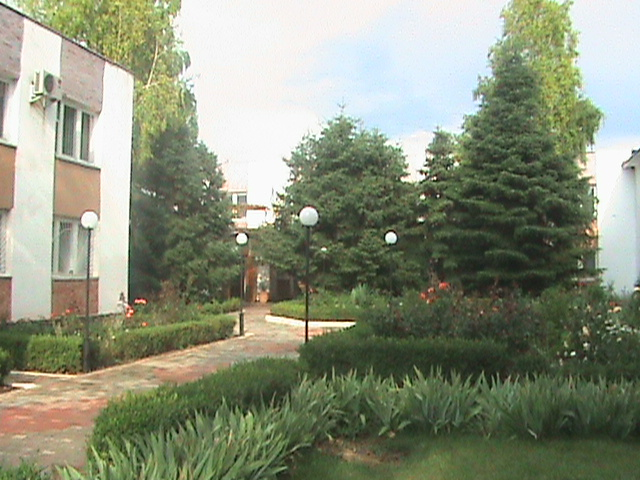
Офіс ТОВ «Качинський+»
Котеджі по вулиці Садибній
Автобусна зупинка
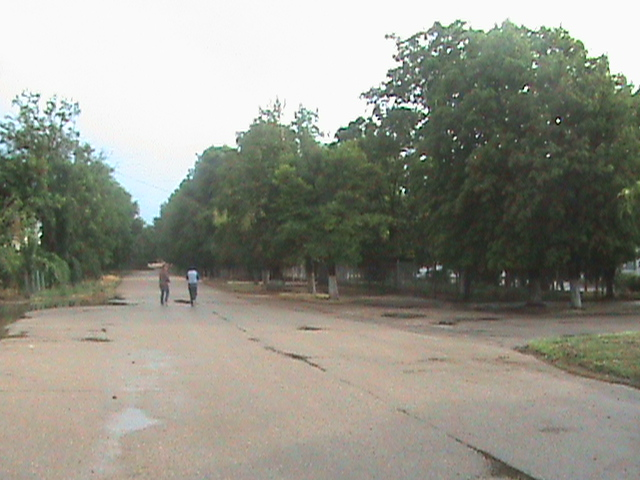
Вулиця Центральна
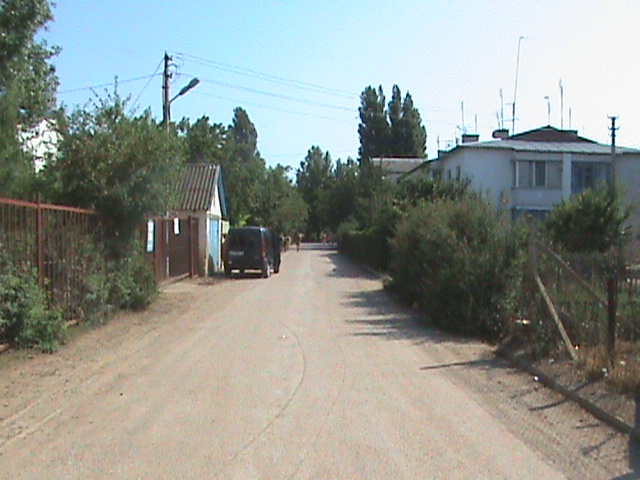
Вулиця Садибна
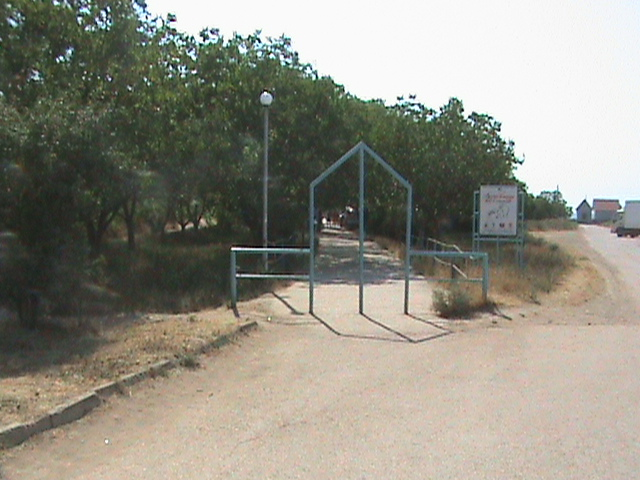
Алея Морська
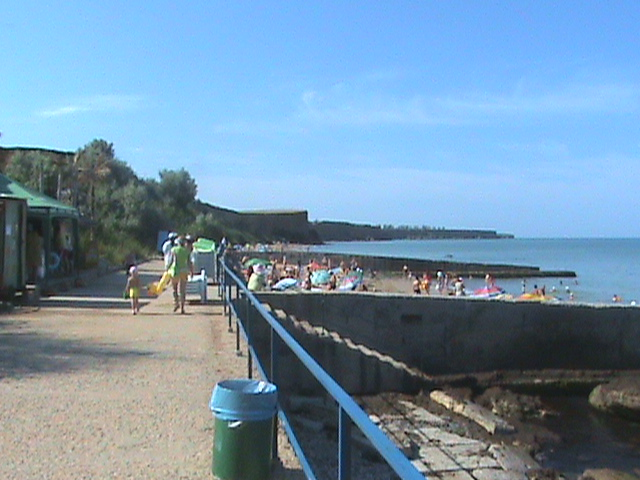
Набережна